# Ferrari F10
Pour les articles homonymes, voir F10.
Chronologie des modèles (2010)
Ferrari F60 Ferrari 150° Italia
La Ferrari F10 est la monoplace de Formule 1 engagée par la Scuderia Ferrari dans le Championnat du monde de Formule 1 2010.
Officiellement présentée le lundi 28 janvier 2010 à 10 heures sur internet, cette monoplace tient compte des modifications de règlements introduites en 2010 et présente un empattement allongé afin de loger un grand réservoir à la suite de l'interdiction des ravitaillements.
Ses pilotes sont le Brésilien Felipe Massa et l'Espagnol Fernando Alonso. Ses pilotes de réserve sont les Italiens Luca Badoer et Giancarlo Fisichella.
Ses premiers tours de roues ont été réalisés sur le Circuit de Valencia le 1er février.

## Résultats en championnat du monde de Formule 1
| Saison | Écurie                    | Moteur              | Pneus       | Pilotes         | Courses | Courses | Courses | Courses | Courses | Courses | Courses | Courses | Courses | Courses | Courses | Courses | Courses | Courses | Courses | Courses | Courses | Courses | Courses | Points inscrits | Classement |
| Saison | Écurie                    | Moteur              | Pneus       | Pilotes         | 1       | 2       | 3       | 4       | 5       | 6       | 7       | 8       | 9       | 10      | 11      | 12      | 13      | 14      | 15      | 16      | 17      | 18      | 19      | Points inscrits | Classement |
| ------ | ------------------------- | ------------------- | ----------- | --------------- | ------- | ------- | ------- | ------- | ------- | ------- | ------- | ------- | ------- | ------- | ------- | ------- | ------- | ------- | ------- | ------- | ------- | ------- | ------- | --------------- | ---------- |
| 2010   | Scuderia Ferrari Marlboro | Ferrari Type 056 V8 | Bridgestone |                 | BAH     | AUS     | MAL     | CHI     | ESP     | MON     | TUR     | CAN     | EUR     | GBR     | ALL     | HON     | BEL     | ITA     | SIN     | JAP     | COR     | BRÉ     | ABU     | 396             | 3e         |
| 2010   | Scuderia Ferrari Marlboro | Ferrari Type 056 V8 | Bridgestone | Felipe Massa    | 2e      | 3e      | 7e      | 9e      | 6e      | 4e      | 7e      | 15e     | 11e     | 15e     | 2e      | 4e      | 4e      | 3e      | 8e      | Abd     | 3e      | 15e     | 10e     | 396             | 3e         |
| 2010   | Scuderia Ferrari Marlboro | Ferrari Type 056 V8 | Bridgestone | Fernando Alonso | 1er     | 4e      | 13e     | 4e      | 2e      | 6e      | 8e      | 3e      | 8e      | 14e     | 1er     | 2e      | Abd     | 1er     | 1er     | 3e      | 1er     | 3e      | 7e      | 396             | 3e         |

Légende : ici 